# Малверн (Арканзас)
Малверн (енгл. Malvern) град је у америчкој савезној држави Арканзас.

## Демографија
По попису из 2010. године број становника је 10.318, што је 1.297 (14,4%) становника више него 2000. године.
| Група             | 2000.         | 2010.         |
| Белци             | 6.102 (67,6%) | 6.490 (62,9%) |
| Афроамериканци    | 2.585 (28,7%) | 3.088 (29,9%) |
| Азијати           | 26 (0,3%)     | 37 (0,4%)     |
| Хиспаноамериканци | 114 (1,3%)    | 445 (4,3%)    |
| Укупно            | 9.021         | 10.318        |